# Krasnaja Gorka (Kaliningrad, Gwardeisk)
Krasnaja Gorka (russisch Красная Горка, deutsch Grünhayn) war ein Ort im Rajon Gwardeisk in der russischen Oblast Kaliningrad im historischen Ostpreußen.

## Geographische Lage
Die Ortsstelle Krasnaja Gorkas liegt sieben Kilometer nordöstlich der heutigen Rajonshauptstadt Gwardeisk (Tapiau) und zehn Kilometer nordwestlich der einstigen Kreisstadt Snamensk (Wehlau) an einer Nebenstraße, die von Sorino (Poppendorf) an der russischen Fernstraße R 514 kommend in nordwestlicher Richtung bis nach Ratnoje (Freudenberg) führt. Außerdem besteht eine Landwegverbindung zur R 514 nahe der einstigen Ortsstelle von Sobolewo (Groß Michelau). Bahnstation Krasnaja Gorkas war sowohl Gwardeisk als auch Snamensk an der Bahnstrecke Kaliningrad–Nesterow (Königsberg–Stallupönen/Ebenrode), einem Teilstück der einstigen Preußischen Ostbahn.

## Geschichte

Grünhayn (Grünhain), ostsüdöstlich von Königsberg i. Pr. und nordöstlich der Stadt Tapiau, auf einer Landkarte von 1910

Das bis 1946 Grünhayn genannte Dorf erhielt im Jahre 1361 die Handfeste. Im Jahr 1785  wird Grünhain oder Grünheide als königliches Dorf mit einer Kirche  und 41 Feuerstellen (Haushaltungen) bezeichnet.
Im Jahre 1874 wurde Grünhayn namensgebender Ort eines neu gebildeten Amtsbezirks, der bis 1945 bestand und zum Kreis Wehlau im Regierungsbezirk Königsberg der preußischen Provinz Ostpreußen gehörte. Im Jahre 1910 waren in Grünhayn 408 Einwohner registriert, deren Zahl mit 410 im Jahre 1933 und 414 im Jahre 1939 nahezu konstant blieb.
Im Jahre 1945 wurde Grünhayn in Folge des Zweiten Weltkrieges mit dem nördlichen Ostpreußen von der Sowjetunion besatzungsrechtlich in eigene Verwaltung genommen. Der Ort erhielt 1947 die russische Bezeichnung Krasnaja Gorka. Gleichzeitig wurde der Ort in den Dorfsowjet Sorinski selski Sowet eingegliedert. Das Dorf bestand nur noch kurze Zeit und wurde dann aufgegeben. Dazu beigetragen hat ein sowjetischer Spielfilm, der in den 1960er Jahren in Krasnaja Gorka gedreht wurde. Bei den Filmaufnahmen wurde das Dorf, das auf einem sowjetischen Truppenübungsplatz lag, vollständig zerstört und dem Erdboden gleichgemacht. Heute erinnert so gut wie gar nichts mehr an die Existenz des Ortes.

### Amtsbezirk Grünhayn
Zum 1874 neu gebildeten Amtsbezirk Grünhayn gehörten anfangs elf Landgemeinden (LG) bzw. Gutsbezirke (GB):
| Deutscher Name        | Russischer Name | Bemerkungen                                                            |
| --------------------- | --------------- | ---------------------------------------------------------------------- |
| Freudenberg (GB)      | Ratnoje         | 1928 in die Landgemeinde Köthen eingegliedert                          |
| Friedrichsthal (GB)   | Soldatowo       | 1922 in eine Landgemeinde umgewandelt                                  |
| Grünhayn (LG)         | Krasnaja Gorka  |                                                                        |
| Johannenhof (GB)      |                 |                                                                        |
| Köthen (LG)           |                 |                                                                        |
| Leipen (LG)           | Nikolskoje      |                                                                        |
| Miguschen (GB)        | Dunajewka       | 1928 in die Landgemeinde Rockeimswalde eingegliedert                   |
| Reipen (LG)           |                 | 1908 in einen Gutsbezirk umgewandelt, 1928 wieder in eine Landgemeinde |
| Rockeimswalde (GB)    |                 |                                                                        |
| Schenken (LG)         | Krasnojarskoje  |                                                                        |
| Schwolgehnen (LG)     |                 | 1928 in die Landgemeinde Reipen eingegliedert                          |
| ab 1935:              |                 |                                                                        |
| Groß Birkenfelde (LG) | Grigorjewka     | vorher: Amtsbezirk Forst Leipen                                        |
| Sprindlack (LG)       | Grogorjewka     | vorher: Amtsbezirk Forst Leipen                                        |

Am 1. Januar 1945 bildeten lediglich noch acht Gemeinden den Amtsbezirk Grünhayn: Friedrichsthal, Groß Birkenfelde, Grünhayn, Köthen, Leipen, Reipen, Rockeimswalde und Sprindlack.

## Kirche
Siehe den Hauptartikel  → Kirche Grünhayn (Ostpreußen)

### Kirchengebäude
Die Kirche in Grünhayn war ein verputzter Feldsteinbau und wohl Nachfolgebau eines schon 1361 bestehenden Gotteshauses. Ein Turm wurde erst im 17. Jahrhundert errichtet. Aus dieser Zeit stammte auch ein Großteil der Ausstattung. Vom Kirchengebäude fehlt heute jede Spur.

### Kirchengemeinde
Die Gründung einer Kirchengemeinde in Grünhayn reicht in vorreformatorische Zeit bis 1361 zurück. Die Reformation hielt hier recht bald Einzug. Bis 1945 gehörte das weitflächige und 30 Ortschaften umfassende Kirchspiel zum Kirchenkreis Wehlau in der Kirchenprovinz Ostpreußen der Kirche der Altpreußischen Union. Im Jahre 1925 zählte die Pfarrei 2.860 Gemeindeglieder.